# Sierra de las Nieves

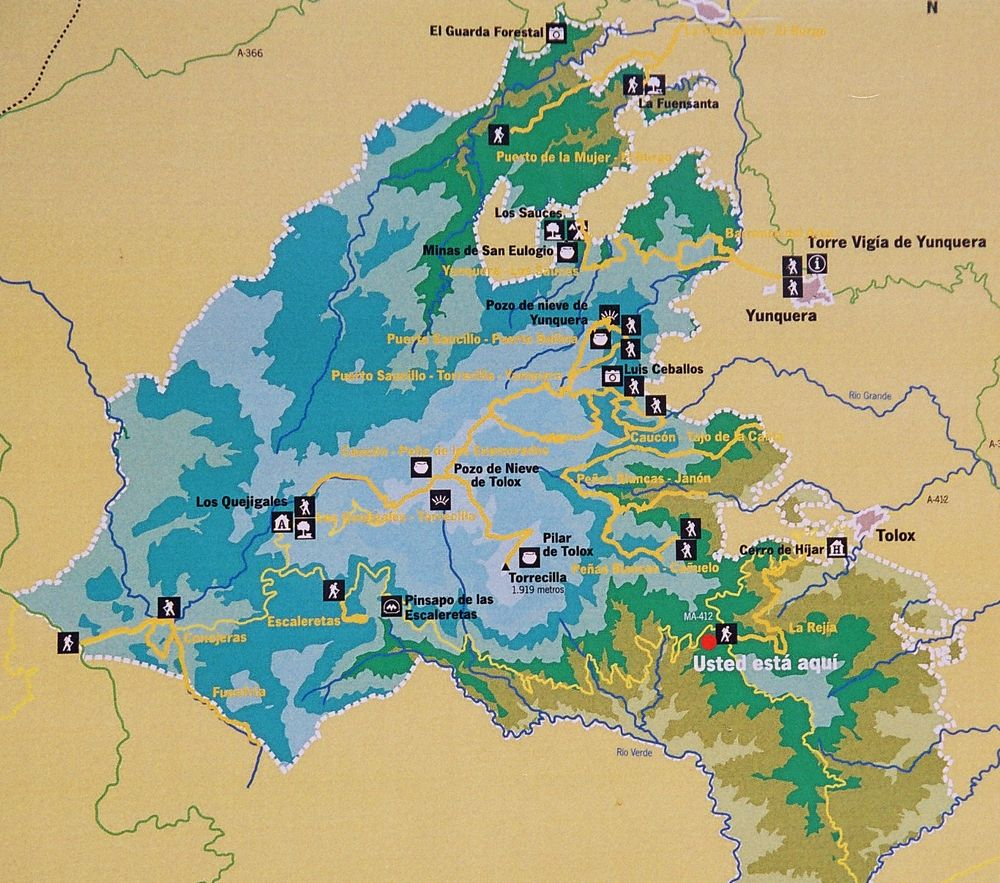
Karte des Naturparks der Sierra de las Nieves

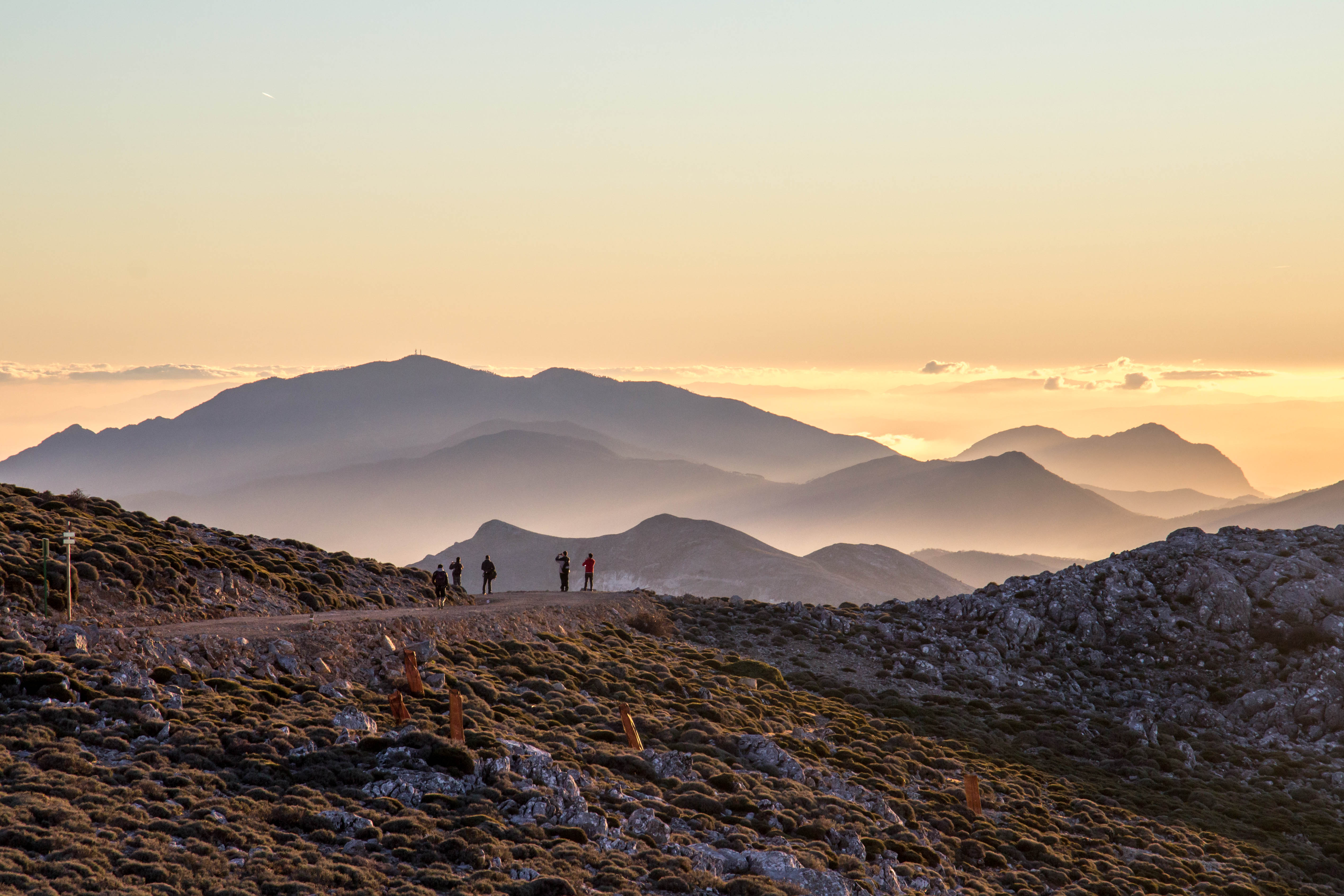
Abenddämmerung in der Sierra de las Nieves

Die Sierra de las Nieves („Schneegebirge“) ist ein Gebirgszug und eine Verwaltungseinheit (comarca) im Südwesten Spaniens (Provinz Málaga, Andalusien). Sie gehört zum Bergland von Ronda und wie dieses zur Betischen Kordillere. Imposante Kalkberge, tiefe Schluchten und Abgründe prägen das Bild dieses Gebirges, das eine Maximalhöhe von 1919 m (Torrecilla) erreicht – hoch genug, dass hier früher Schnee gesammelt und in Eiskellern gelagert wurde. Ein weiterer markanter Gipfel ist der (leicht mit einem namensgleichen Berg bei Antequera zu verwechselnde) ca. 1775 m hohe Pico de los Enamorados südwestlich des Ortes Yunquera.
Zur Comarca der Sierra de las Nieves gehören die Gemeinden Alozaina, El Burgo, Casarabonela, Guaro, Istán, Monda, Ojén, Tolox und Yunquera.

## Klima
Die Sierra de las Nieves liegt zwischen Atlantik und Mittelmeer. So ist das Klima zwar grundsätzlich ein typisches Mittelmeerklima mit heißen, trockenen Sommern und Niederschlägen im Winterhalbjahr, aber besonders im Sommer fangen die höheren Lage auch feuchte Winde vom Atlantik ab, die zu Nebel- und Wolkenbildung und auch im Sommer mal zu Regen (meist mit Gewittern) führen. Diese insgesamt für südspanische Verhältnisse hohe Luft- und Bodenfeuchte ist letztlich der Grund für die Existenz von Pinsapo- bzw. Igeltannen-Wäldern und nennenswerten Beständen der Portugiesischen Eiche.

## Naturpark und Nationalpark seit 2021
Seit dem Jahr 1989 ist das Kerngebiet der Sierra de las Nieves als Naturpark geschützt; zehn Jahre später wurde der Park noch einmal etwas vergrößert, so dass nun insgesamt ca. 200 km² unter Schutz stehen. Im Jahr 1995 wurde die Sierra de las Nieves von der UNESCO zum Biosphärenreservat erklärt. Zwischen den Orten El Burgo und Yunquera liegt die Sierra del Pinar, das Haupt-Wuchsgebiet der Igeltannen-Wälder. In der südlich hiervon liegenden Sierra de Tolox liegt der höchste Gipfel, der Torrecilla. In diesem Gebirge gibt es schöne Bestände der Portugiesischen Eiche und eine der tiefsten Höhlen weltweit. Am 1. Juli 2021 wurde der Nationalpark Sierra de las Nieves ausgewiesen.

## Flüsse
In der Sierra de las Nieves entspringt der Río Guadalevín, der die berühmte Schlucht von Ronda in das Gestein eingeschnitten hat. Im Nordosten des Gebietes und durch den gleichnamigen Ort verläuft der Río El Burgo, der in seinem weiteren Verlauf den Namen Río Turón erhält; im Osten finden sich der Río Alfaguara, der durch Tolox fließt, und in den bei Yunquera entspringenden Río Grande mündet, der selbst wiederum im Guadalhorce mündet. Im Süden des Naturparks verläuft der am Südhang des Torrecilla entspringende Río Verde, der hinter Istán in einem Stausee mündet, der die Costa del Sol mit Wasser versorgt.

## Tier- und Pflanzenwelt
Bemerkenswert ist die Vegetation der Sierra de las Nieves vor allem für ihre Igeltannen-Wälder. Diese sind ein Relikt dieser im Tertiär verbreiteten Nadelwälder, die sich hier aufgrund des feuchten Klimas in höheren Lagen an Nordhängen – vor allem in der Sierra del Pinar und der Sierra de la Nieve – halten konnten und hier noch heute ausgedehnte Wälder bilden. Die bekannteste Tierart des Naturparks sind die Steinböcke, von denen hier eines der größten spanischen Vorkommen anzutreffen sind. Daneben sind vor allem die Greifvögel auffällig, von denen hier Steinadler, Schlangenadler, Zwergadler und Habichtsadler vorkommen, gelegentlich sind auch Gänsegeier zu beobachten. Weiter kommen Uhus, Baum- und Wanderfalke sowie in den Igeltannenwäldern Habicht und Sperber vor.